# Nani
Luís Carlos Almeida da Cunha (født 17. november 1986 i Amadora, Portugal), bedre kendt som Nani, er en portugisisk fodboldspiller. Nani spiller primært som fløj eller angriber for den portugisiske klub C.F. Estrela da Amadora. Han spiller desuden for portugisiske fodboldlandshold, hvor han under EM-slutrunden 2016 rundede 100 kampe.

## Biografi
Nani blev født i Amadora, Portugal, til indvandrere fra Kap Verde. Han voksede op med sin tante, Antonia, i Amadora-distriktet i Lissabon,  hvor ham og hans barndomsven, den tunge besiktas-midtbanespiller Manuel Fernandes tit gik og sparkede til en bold sammen.

## Karriere

### Tidlig karriere
Nani udviklede sig med støtte fra Porto, og spillede juniorfodbold sammen med Ricardo Vaz Té i Massamá-ungdomsklubben Real Sport Clube,  før han tilsluttede sig ungdomstruppen i Sporting CP.

### Sporting
Nani fik sin debut for Sporting i 2005-06, og han lavede i alt 29 optrædener og scorede fire mål. I sin anden sæson, havde han det samme antal med 29 optrædener og denne gang fem mål. Han spillede også i seks europæiske kampe, hvor han scorede én gang.

### Manchester United
Nani blev solgt til Manchester United for et ukendt beløb, men det blev beregnet til til at være cirka 14–17-millioner GBP,, og der af blev der betalt fem procent til Real de Massamá. Han kom igennem sit lægetjek den 6. juni 2007 og skrev under på en femårig kontrakt. 
Nani scorede i sin debutkamp i den efterfølgende sæson i en venskabskamp mod Shenzhen Shangqingyin, i en kamp som United vandt 6-0. Han scorede også i den efterfølgende kamp mod Guangzhou Pharmaceutical med et skud med venstre fod fra den højre side af straffesparkfeltet. Nani besluttede at trodse sin manager, efter hvad en journalist mente, da han mente, at han var blevet forbudt af Sir Alex Ferguson at lave sin saltomortalefejring, da han var bange for, at Nani skulle skade sig selv. "Det er ikke rigtigt" udtalte Nani senere "Ferguson har aldrig talt til mig omkring det emne, og jeg vil blive ved med at fejre mål på den måde. Samtalerne han har haft med mig er normale samtaler, lige som dem han har med alle andre spillere".
Nani fik sin første konkurrencedygtige debut for Manchester United den 5. august 2007, da han blev skiftet ind sent i en Community Shield-kamp mod Chelsea. Han endte sin debut med et trofæ, efter at De Røde Djævle vandt 3-0 efter straffesparkkonkurrence efter et 1-1-opgør i den ordinære tid.  Dette blev fulgt op af Nanis tredje mål for klubben senere, da han scorede mod Glentoran.
Nanis Premier League-debut fik han i Uniteds åbningskamp hjemme mod Reading den 12. august, da han blev skiftet ud i stedet for Wayne Rooney, der havde påtaget sig en fodskade. Den 26. august 2007 scorede Nani sit første konkurrencedygtige mål for Manchester United, da han scorede et 27 meter langt skud i det 69. minut mod Tottenham Hotspur. Nani lagde også op til de afgørende mål for Louis Saha og Nemanja Vidić, der gjorde at United slog både Sunderland og Everton henholdsvis 1-0 begge to. Han scorede også med et langskud mod Middlesbrough, og det var starten på en 4-0-sejr. Det var også den første kamp, hvor Wayne Rooney og Carlos Tevez viste deres gode partnerskab for første gang. Nani vendte tilbage til sin tidligere klub i en Champions League-kamp i september, selvom det var holdkammeraten og også tidligere Sporting-mand Cristiano Ronaldo som "stjal rampelyset" ved at score vindermålet i en 1-0-sejr.
Den 16. februar 2008 blev Nani man of the match i kampen mod Arsenal i den fjerde runde af FA Cup, der endte med at United vandt 4-0 over deres rivaler. Nani lagde op til to mål og scorede ét. Under kampen blev han involveret i en kornfontration med Arsenal-kaptajnen William Gallas, som følte at Nani "legede", Efter kampen var Arsène Wenger gjort meget utilfreds, mens Gilberto Silva sagde, at Nani havde et "stort hoved".
Den 23. marts 2008 lagde Nani op til det andet og scorede det tredje mål i en 3-0-sejr over rivalerne Liverpool, og det var i det 79. og 81. minut, efter at han var blevet skiftet ind. 
Den 3. maj i slutningen af en 4-1-sejr over West Ham United, blev Nani vist ud for første gang i sin Manchester United-karriere for en skalle på West Hams forsvarsspiller Lucas Neill.
Den 21. maj blev Nani skiftet ind i stedet for Wayne Rooney i Champions League-finalen, hvor United slog Chelsea 6-5 i straffesparkkonkurrencen efter et 1-1-opgør og ekstra spilletid. Nani tog og scorede Manchester Uniteds femte straffespark i straffesparkkonkurrencen.
Han scorede sit første mål i 2008-09-sæsonen den 23. september 2008, som var Uniteds tredje mål i en 3-1-sejr over Middlesbrough, i det sidste minut og bekræftede dermed sejren og en plads videre i fjerde runde i Carling Cup. Den 18. oktober scorede han på et indlæg fra Wayne Rooney og fuldførte dermed 4-0-sejren mod West Bromwich Albion på Old Trafford. Den 20. januar 2009, åbnede han med en scoring Uniteds 4-2-sejr hjemme mod Derby County i det andet opgør af deres Liga Cup-semifinale.

## Landsholdskarriere
Nani var det yngste medlem af Portugals U/21-hold ved EM i U/21-fodbold 2006. Han fik sin første optræden for Portugals seniorlandshold den 1. september 2006 og scorede i sin kampen i et 4-2-venskabskampsnederlag mod Danmark.
Nani blev udtaget til den portugisiske trup i kvalifikationen til EM i fodbold 2008, og han scorede i 2-1-udesejren mod Belgien den 2. juni 2007. Han hjalp også Ricardo Quaresma med målet mod Italien i en venskabskamp den 6. februar 2008. Han indsats i 2007-08-sæsonen med Manchester United gjorde, at han blev udtaget til Luis Felipe Scolaris 23-mands-trup til EM i fodbold 2008 sammen med holdkammeraten Cristiano Ronaldo. Han blev brugt sparsomt under perioden, men formåede at ligge op til holdkammeraten Hélder Postigas mål i de 15 minutter, han var på banen i kvartfinalen mod Tyskland den 19. juni 2008, hvor Portugal endte med at tabe 3-2. Han blev udtaget til VM i 2010, men gik glip af slutrunden på grund af en skulderskade.
Ved EM-slutrunden 2016 rundede Nani 100 landskampe. Han spillede samtlige kampe og scorede tre mål på Portugals vej mod mesterskabstitlen.

## Fejring
Nani fejre et mål med en saltomortale, eller på engelsk en, 'Leap of death' (Dødens hop), lige som Obafemi Martins og Lomana LuaLua også gør. Fejringen stammer fra Nanis baggrund, da han dyrkede meget capoeira som dreng. På et tidspunkt blev det meddelt at United-bossen Alex Ferguson forbød Nanis fejring af frygt for hans egen sikkerhed, dette blev dog aldrig støttet af nogen direkte citater fra hverken Ferguson eller Nani. På trods af forbuddet, har Nani fortsat fejret mål på den måde.

## Karrierestatistikker
| Klub              | Sæson        | Liga | Liga | Cup | Cup | Liga Cup | Liga Cup | Euroa | Euroa | Andre | Andre | Total | Total |
| Klub              | Sæson        | Kmp  | Mål  | Kmp | Mål | Kmp      | Mål      | Kmp   | Mål   | Kmp   | Mål   | Kmp   | Mål   |
| ----------------- | ------------ | ---- | ---- | --- | --- | -------- | -------- | ----- | ----- | ----- | ----- | ----- | ----- |
| Sporting CP       | 2005–06      | 29   | 4    | 5   | 1   | –        | –        | 2     | 0     | –     | –     | 36    | 5     |
| Sporting CP       | 2006–07      | 29   | 5    | 5   | 0   | –        | –        | 6     | 1     | –     | –     | 40    | 6     |
| Sporting CP       | Total        | 58   | 9    | 10  | 1   | –        | –        | 8     | 1     | –     | –     | 76    | 11    |
| Manchester United | 2007–08      | 26   | 3    | 2   | 1   | 1        | 0        | 11    | 0     | 1     | 0     | 41    | 4     |
| Manchester United | 2008–09      | 13   | 1    | 2   | 2   | 6        | 3        | 7     | 0     | 3     | 0     | 31    | 6     |
| Manchester United | 2009–10      | 23   | 4    | 0   | 0   | 2        | 0        | 8     | 2     | 1     | 1     | 34    | 7     |
| Manchester United | 2010–11      | 33   | 9    | 3   | 0   | 0        | 0        | 12    | 1     | 1     | 0     | 49    | 10    |
| Manchester United | 2011–12      | 10   | 3    | 0   | 0   | 0        | 0        | 4     | 0     | 1     | 2     | 15    | 5     |
| Manchester United | Total        | 105  | 20   | 7   | 3   | 9        | 3        | 42    | 3     | 7     | 3     | 171   | 32    |
| Career total      | Career total | 163  | 33   | 17  | 4   | 9        | 3        | 50    | 4     | 7     | 3     | 247   | 43    |

Statistikker er korrekte indtil kampe der er spillet 5. november 2011

## Hæder

### Klub

#### Sporting CP
- Taça de Portugal
  - Vinder (1): 2006-07

#### Manchester United
- Premier League
  - Vinder (4): 2007-08, 2008-09, 2010-11, 2012-13
- FA Community Shield
  - Vinder (5): 2007, 2008, 2010, 2011, 2013
- UEFA Champions League
  - Vinder (1): 2007-08
- FIFA Club World Cup
  - Vinder (1): 2008
- UEFA Super Cup
  - Andenplads (1): 2008

### Landshold
- Vinder af EM 2016